# Pniewo (powiat pułtuski)
Pniewo – wieś w Polsce położona w województwie mazowieckim, w powiecie pułtuskim, w gminie Zatory. Ma status sołectwa.

## Historia
Po raz pierwszy wieś wymieniono ok. 1230 w dokumencie Konrada Mazowieckiego potwierdzającym uposażenie biskupstwa płockiego. Nazwę wyprowadza się od wielkiej ilości pni pozostałych po wykarczowaniu puszczy.
W 1387 wieś była częścią uposażenia parafii w Wyszkowie. W 1402 erygowano tu parafię. W drugiej połowie XVI wieku Pniewo jako prywatna wieś duchowna położone było w powiecie kamienieckim ziemi nurskiej województwa mazowieckiego. W 1781 przy parafii powstała pierwsza szkoła. Od ok. 1778 wieś należała do Stanisława Wessla, starosty golubskiego.
Po upadku I Rzeczypospolitej wieś znalazła się w granicach dóbr rządowych Obryte. W 1820 mieszkało tu 25 czynszowników i 4 chałupników. Łącznie mieszkało tu 157 osób. We wsi, na terenie plebanii, istniała szkoła. W 1827 w Pniewie istniały 42 domy z 264 mieszkańcami. W 1916 w Pniewie powstała Ochotnicza Straż Pożarna.
Na uwagę zasługuje murowany kościół parafialny pod wezwaniem św. Piotra i Pawła. Kościół wybudowany w latach 1912–1928 według projektu Józefa Piusa Dziekońskiego jest neogotycki z elementami neobaroku, trójnawowy, murowany z cegły, nieotynkowany, z dwuwieżową fasadą. Od 1961 figuruje w rejestrze zabytków. Obok kościoła stoi plebania wystawiona w latach 20. XX wieku. Na cmentarzu parafialnym znajdują się nagrobki z XIX wieku, m.in. Wiktora Modzelewskiego (zm. 1907), właściciela Gładczyna, Józefa Radzickiego, Antoniny i Piotra Modzelewskich. Drzewostan na cmentarzu rzymskokatolickim wpisany jest do rejestru zabytków.
W okresie międzywojennym wieś leżała w województwie warszawskim, w powiecie pułtuskim, w gminie Zatory. Według Powszechnego Spisu Ludności z 1921 roku wieś zamieszkiwały 582 osoby, 547 było wyznania rzymskokatolickiego, a 35 mojżeszowego. Większość podała polską narodowość, 18 osób – żydowską. Były tu 82 budynki mieszkalne. Miejscowość podlegała pod sąd grodzki i okręgowy w Wyszkowie, najbliższy urząd pocztowy mieścił się w Pułtusku. W 1938 we wsi istniało 85 gospodarstw.
W okresie okupacji niemieckiej we wsi działała Chłopska Organizacja Wolności „Racławice”. Organizowano tu zrzuty alianckie. Aktywna była Armia Krajowa, podległa XIV Obwodowi Radzymin AK. We wsi stoi pomnik Obrońców Ojczyzny wystawiony w 1985, a upamiętniający wydarzenia z 18 maja 1944 – gestapo, żandarmeria i Wehrmacht przeprowadziły w Pniewie masowe aresztowania członków ruchu oporu. Część aresztowanych trafiła do Pomiechówka, a stamtąd do obozu Stutthof, gdzie zginęli.
Obok miejscowości przepływa niewielka rzeka Prut, dopływ Narwi. W czasie wojny biegła tędy granica między rejencją ciechanowską (III Rzesza Niemiecka) a Generalnym Gubernatorstwem.
W latach 1975–1998 miejscowość należała administracyjnie do województwa ostrołęckiego.
W 1993 oddano do użytku nowy budynek szkoły. Od 2007 szkoła w Pniewie nosi imię Żołnierzy Armii Krajowej.
Wieś jest ośrodkiem kultury Kurpiów Białych. W 1947 w Pniewie reaktywowano przedwojenną spółdzielnię przemysłu ludowego, która działała w Gładczynie. W 1956 siedzibę spółdzielni przeniesiono do Pułtuska.
W murowanym budynku szkoły, powstałym w latach 1917–1918 z inicjatywy nauczyciela Antoniego Tałandziewicza, zdobionym rzeźbionym gankiem i drewnianymi okiennicami, mieści się Kuźnia Kurpiowska. Od 2005 to siedziba istniejącego od 2003 Stowarzyszenia „Puszcza Biała – Moja Mała Ojczyzna”. Izba regionalna powstała z inicjatywy twórczyń ludowych z Leman, Cieńszy i Pniewa. Władze gminy Zatory przekazały stowarzyszeniu budynek. Opiekunką Kuźni Kurpiowskiej jest prezeska stowarzyszenia – Halina Witkowska.
Współcześnie to druga pod względem liczby mieszkańców miejscowość gminy Zatory. 